# کوه پولونگ باتو
کوه پولونگ باتو (به لاتین: Mount Pulong Bato) یک کوه در فیلیپین است که در شبه جزیره زامبوانگا واقع شده‌است. کوه پولونگ باتو ۳۶۰ متر بالاتر از سطح دریا واقع شده‌است.